# KZ Andromedae
KZ Andromedae eller HD 218738, är en dubbelstjärna belägen i den mellersta delen av stjärnbilden Andromeda. Den har en högsta skenbar magnitud av ca 7,91 och kräver ett mindre teleskop för att kunna observeras. Baserat på parallax enligt Gaia Data Release 2 på ca 32,85 mas beräknas den befinna sig på ett avstånd av ca 99 ljusår (ca 30,5 parsec) från solen. Den rör sig närmare solen med en heliocentrisk radialhastighet av ca -5,8 km/s. Stjärnans skenbara magnitud varierar mellan 7,91 och 8,03 med en period av ca 3,03 dygn.

## Observation

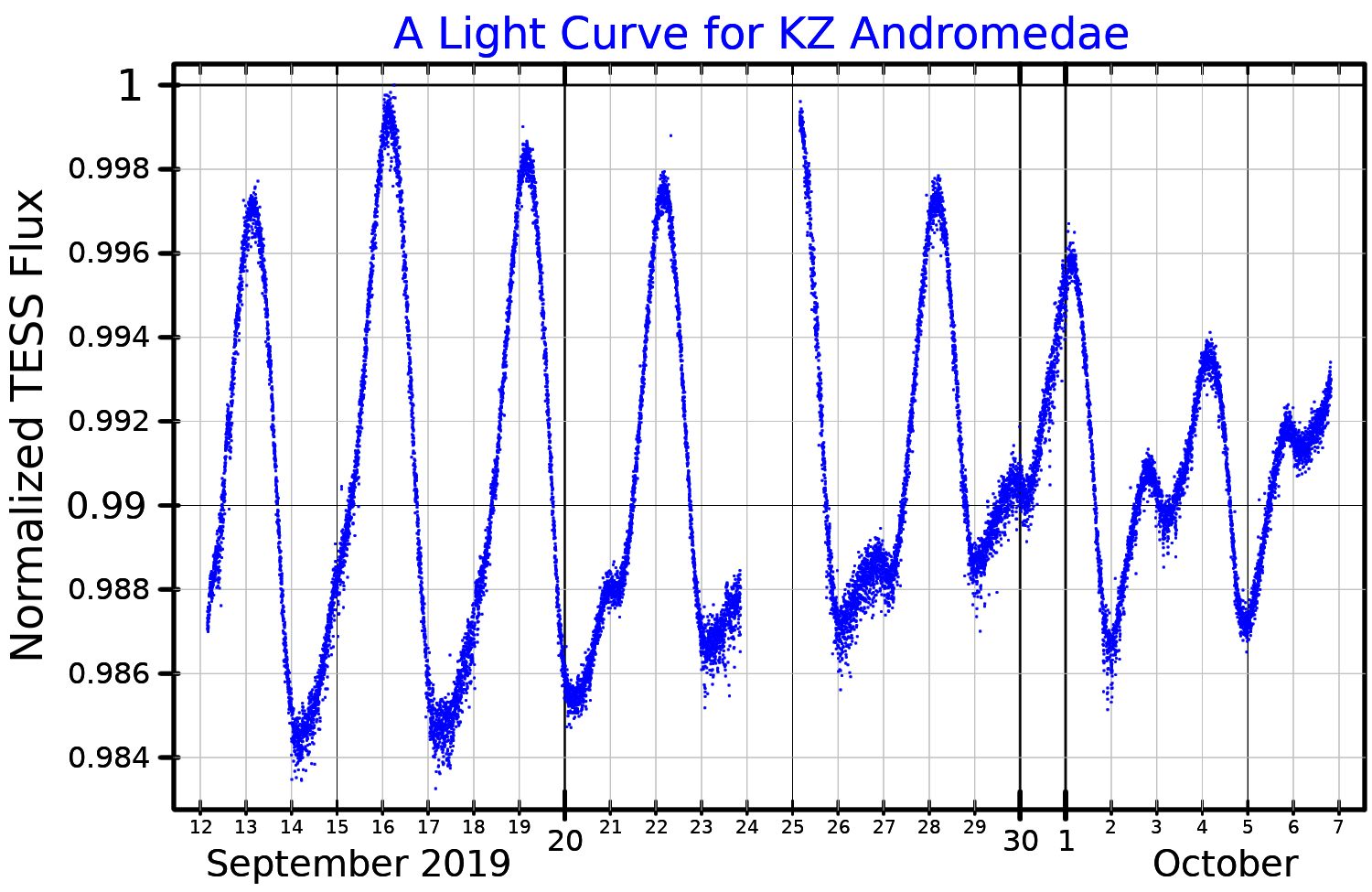
Ljuskurva i ultravioletta bandet för KZ Andromedae, anpassad från TESS-data

Båda stjärnorna i KZ Andromedae är huvudseriestjärnor av spektraltyp K2Ve, vilket betyder att spektrumet uppvisar starka emissionslinjer. Detta orsakas av deras aktiva kromosfärer som orsakar stora fläckar på ytan.
KZ Andromedae listas i Washington Double Star Catalog som följeslagaren i en visuell spektroskopisk dubbelstjärna, där primärstjärnan är HD 218739. Under 50 års observationer finns det få bevis för relativ rörelse mellan de två stjärnorna. De har dock en gemensam egenrörelse och en liknande radiell hastighet.
Rotationshastigheten för båda stjärnorna överensstämmer med en synkron rotation för paret, och rotationsperioden är i sig jämförbar med ljusstyrkans variationsperioden. KX Andromedae klassificeras således som en BY Draconis-variabel, och variationen orsakas av de stora fläckarna på ytan.